# Mats Kettilmundsson
Mats Kettilmundsson (även Mattias Kettilmundsson), död 11 maj 1326, var en svensk drots och rikshövitsman. Han var en av de ledande männen i upproret som avsatte kung Birger Magnusson efter Nyköpings gästabud och i förmyndarregeringen för Magnus Eriksson.
Mats Kettilmundsson hade först till sköldemärke två snedbjälkar, vilket tillsammans med vissa andra uppgifter gör att han räknats som ättling till Gregers Birgersson. Han förde sedermera tre rosor i ginbalk sitt vapen.

## Biografi
Den 21 september 1276 säljer Magnus Ladulås två gårdar i grannsocknen Skånela till nunnorna i Sko kloster. Bland de högättade fastevittnena uppräknas näst sist »dominus kætilmundus», den ende världslige storman från folkungatiden, som bär detta namn, vilket överhuvud är begränsat till övre Sverige. Sannolikt är han herr Mats fader, och denne skulle alltså vara av uppländsk börd.
I sin ungdom för herr Mats två snedbjälkar i vapnet i likhet med dem, som härstammade från »Gregorius, ducis quondam filius» (Gregers Birgersson), vilken antagits vara en oäkta son till Birger jarl och enligt K. H. Karlssons av andra omständigheter bestyrkta förmodan torde ha varit herr Mats morfar. I så fall skulle två av exekutorerna till Mats Kättilmundssons testamente, Greger Magnusson och Håkan Läma, ha varit hans kusiner.
Redan vid unga år fäste han uppmärksamheten vid sig. Det var i Torgils Knutssons krig mot ryssarna, 1299, vid Neva, där han, såsom krönikan berättar, »en unger halade (hjälte) rask och from», vid Landskrona trotsigt red fram mot ryska hären och utmanade vem som ville till envig (en utmaning, som ingen följde) och för övrigt så utmärkte sig, att krönikan gör honom till fejdens hjälte.
Inte långt senare, 1302, befinnes den tappre krigaren vara en av den ridderlige hertig Eriks förtrognaste män; han var »hofvitsmannen för hertigarnas krigsöfningar och torneringar», om man får tro konung Birger Magnussons ord. Under den 1304 upplågande striden emellan Birger och hans bröder stod Mats Kettilmundsson de senare bi såväl i fält som vid fördrag. Han var den ende, som 1304 höll hertigarnas vapenära uppe, genom ett djärvt anfall på den kungliga härens förposter.
Han beseglade 1305 brödernas förlikning i Kolsäter. Han intog efter Håtunaleken, 1306, slottet Tre Kronor i Stockholm för hertigarnas räkning. 
Han förde 1309 hertigarnas huvudbanér i striden mot den i Sverige inbrytande danske konungen Erik Menved och står 1310, 1313 och 1314 i pärmebreven såsom en av löftesmännen vid de förbindelser, som hertigarna nödgades avge till sina fiender.
Det var naturligt, att konung Birgers förgripelse mot hertigarna, det så kallade Nyköpings gästabud (december 1317), skulle uppkalla Mats Kettilmundsson bland de främste i den folkresning, som avsåg att befria eller hämnas dem. I spetsen för västgötarna ryckte han mot Nyköping, som belägrades, och vid midsommartiden 1318 utsågs han på en herredag i Skara till hertiginnan Ingeborgs och rikets drots och hövitsman.
Vid Mikaelitiden samma år inbröt han i Skåne och slog den 26 oktober i grund Birgers bundsförvant Erik Menved i slaget vid Mjölkalånga, vilken den 11 november samma år med Mats Kettilmundsson och andra svenska underhandlare i Roskilde slöt stillestånd. Nu kunde Mats Kettilmundsson med all kraft ansätta Birger. I avsikt att tillfångataga denne, som sökt sig en fristad på Gotland, begav Mats Kettilmundsson sig på våren 1319 med en flotta till nämnda ö; konungen var vid hans framkomst sin kos, men ön togs i besittning för Sveriges krona.
Med iver arbetade Mats Kettilmundsson sedermera på att skaffa Sveriges krona åt Eriks treårige son Magnus Eriksson, vilken efter sin morfars död i maj 1319 ärvt Norges rike.
Med gossen på sina armar trädde han den 8 juli samma år inför valmenigheten vid Mora stenar. Han vädjade till känslor av beundran och medlidande för den så sorgligt omkomne fadern, och Magnus fick konunganamn. Inte långt senare (före den 25 november 1319) synes Mats Kettilmundsson ha nedlagt drotsämbetet, men fortfor att intaga en betydande plats bland rikets råd och konungens förmyndare. (Enligt andra källor blev han nu Magnus Erikssons drots.)
Han tyckes till en början ha slutit sig till änkehertiginnan Ingeborg, konungens moder, men deltog 1322 i den mot henne riktade stormannaföreningen i Skara. De sista åren av sitt liv var han hövitsman i Finland, där han avled, antagligen i Åbo, i maj 1326.
Mats Kettilmundsson testamenterade vid sin död Aspnäs gård i Östervåla socken till sin hustru Adelheid. Aspnäs var förmodligen hans sätesgård, men det är osäkert eftersom godset inte omtalas i hans livstid, och vi inte vet vilka andra gods han ägde.
Vid sin död skänkte herr Mats sin egen rustning och vapen till Håkan Mattsson den yngre, en son till Mats Törneson (Hjorthorn) och Ingegärd Svantepolksdotter, och utpekar därmed enligt urgammal nordisk sed denne som sin närmaste manlige släkting.